# Guantera

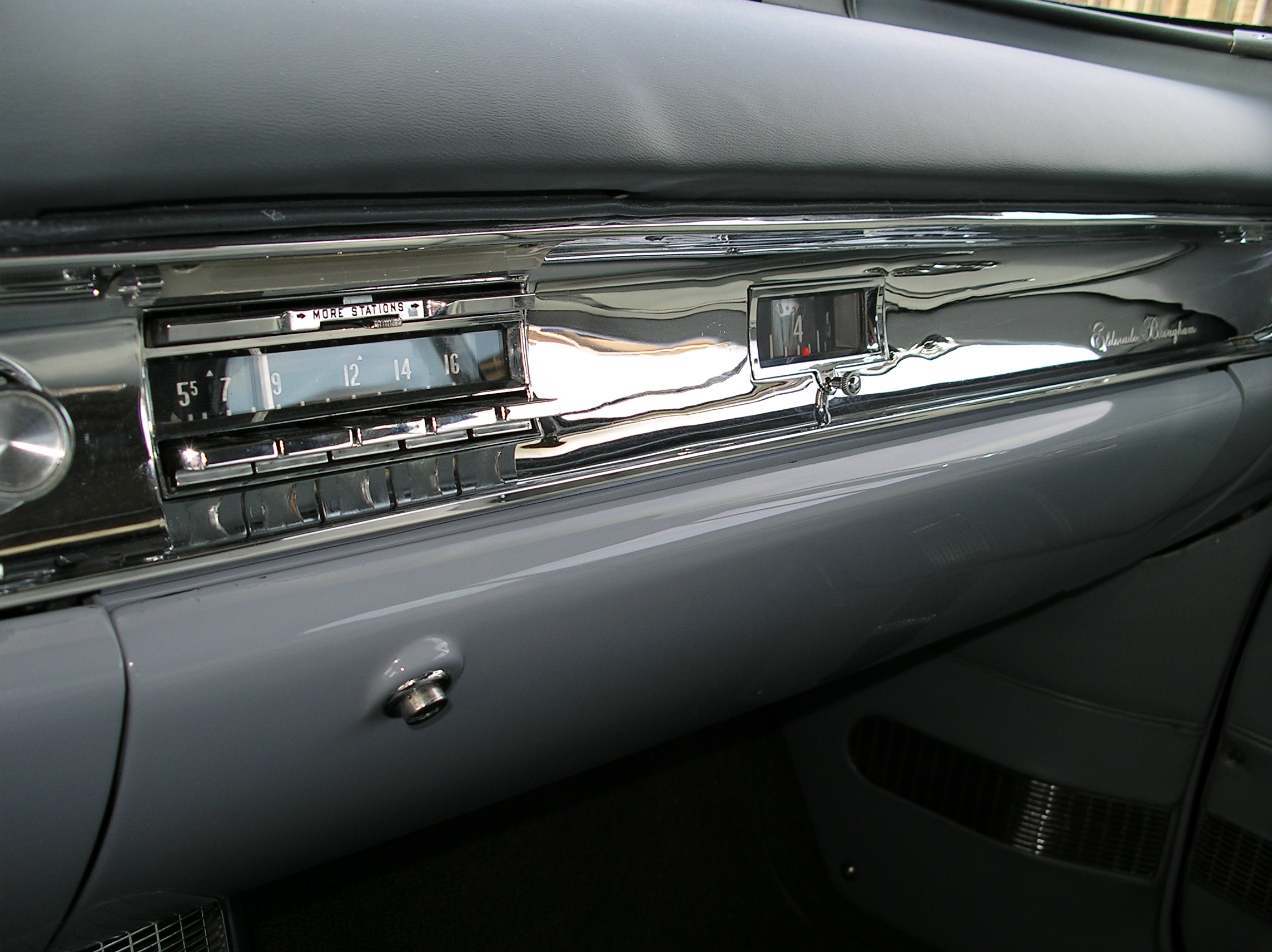
Guantera

Una guantera és un compartiment tancat en l'automòbil (encara que també n'hi pot haver en algunes motos, en altres vehicles i en alguns avions lleugers) per emmagatzemar objectes de primera necessitat, com ara documents, eines, discs compactes, etc. Sol situar-se sota del quadre de comandament, al costat del copilot. El nom deriva de l'ús original del compartiment: guardar-hi els guants.
En la majoria dels automòbils, es tanca amb un pestell encara que algunes tenen un petit pany amb clau. En alguns models, la guantera té a la part interior una àrea per col·locar un got quan està obert, així com un llapis o bolígraf. En alguns cotxes moderns, es pot regular la temperatura de l'interior de la guantera pel que es pot utilitzar com nevera de begudes.